# Государственный архив Хабаровского края
 Государственный архив Хабаровского края (КГБУ ГАХК) — организация, осуществляющая постоянное хранение, комплектование, учёт и использование документов Архивного фонда Хабаровского края и иных документов, главное архивохранилище Хабаровского края.

## Общие сведения
По состоянию на 1 января 2006 года в Государственном архиве Хабаровского края и в его филиале в Николаевске-на-Амуре хранилось около 800 000 единиц хранения, объединённых в более чем 3 000 фондов, из которых 41 фонд досоветского периода. Самый ранний документ, хранящийся в архиве, датировался 1826 годом. В архиве хранится дореволюционная русская периодика, периодика времён революций, Гражданской войны и Дальневосточной республики — более 400 наименований газет 1892 — 1922 годов. Документы русской эмиграции в Маньчжурии (57 000 дел) объединены в 10 фондов, не считая печатного фонда из 13 наименований газет (224 сшива), 62 наименований журналов и 244 книг. Научно-справочная библиотека архива насчитывает 15 513 книг и 7 243 журнала, разделённых на досоветский, советский и харбинский фонды. В фонах архива хранятся документы органов местной власти, промышленных предприятий и организаций, кооперации, транспорта, социально-культурной сферы, органов юстиции и пр. Имеются фонды личного происхождения в том числе Сергея Лазо (фонд Р-1495), поэта Петра Комарова (фонд Р-1740), участников Гражданской войны, руководителей края (в том числе В. И. Ишаева), учёных, деятелей культуры.
На хранении также находятся кинодокументы, фотодокументы (19 396 ед. хранения), фонодокументы и видеофонодокументы;
Архив имеет следующий справочный аппарат: описи, систематический каталог, каталог по истории учреждений, предприятий, организаций, каталог исторических фондов, именной каталог, каталог фотодокументов, указатели. Созданы учётные базы данных: «Архивный фонд», «Учёт работы с учреждениями — источниками формирования архивов Хабаровского края», «Справочно-информационный фонд ГАХК», «Журнал регистрации и учёта запросов социально-правового характера», «Журнал регистрации и учёта тематических запросов», «Журнал регистрации и учёта генеалогических запросов», «Журнал регистрации пользователей». Также созданы тематические базы данных: «Метрика», «Административно-территориальное деление Дальнего Востока за 1926 −1965 гг.», «Ветераны труда», «Главное бюро по дела российской эмиграции в Манчжурии», «Библиографический указатель печатных источников научно-справочной библиотеки ГАХК».
В 2007 году в ГАХК был установлен Программно-информационный комплекс КАИСА-Архив, а затем внедрен модуль «Фотокаталог» и произведена конвертация описаний фотодокументов архива из базы данных «Архивный фонд».

## История архива

### Архивное дело на Дальнем Востоке до 1941 года. Предыстория архива.
12 июля 1921 года правительство Дальневосточной республики (ДВР) издало закон, по которому все архивы объявлялись достоянием государства и передавались в ведение Министерства народного просвещения ДВР. 1 марта 1923 года при секретариате Приморского губернского исполнительного комитета было создано Приморское губернское архивное бюро, в которую вошла упразднённая Приморская областная архивная комиссия, а в Хабаровским уезде — Хабаровское уездное архивное бюро. В марте 1925 года было создано Областное архивное бюро Дальневосточной области, филиал Центрального архивного бюро. После того, как 4 января 1926 года был образован Дальневосточный край, оно стало именоваться краевым архивным бюро. В последующие годы в Хабаровск были перевезены все архивные фонды, имевшие краевое значение и к 1928 году здесь были сосредоточены 1 258 718 архивных дел, объединённых в 1 783 фонда. Они охватывали период с начиная с середины XVIII века.
Однако единого архива ДВК создано не было: за год до этого, 3 февраля 1925 года в СССР было принято «Положение о едином государственном архивном фонде», согласно которому в составе каждой области или губернии в обязательном порядке создавались по два архива — исторический и Октябрьской революции. С 1934 года в крае создавались также военные, военно-портовые и секретные архивы.
В 1932 году краевое архивное бюро было преобразовано в краевое архивное управление, подчинённое Далькрайисполкому и Центральному архивному управлению.
26 августа 1938 года Президиум Далькрайисполкома принял постановление № 988 «О работе краевого архивного управления и его сети», согласно которому при исполкомах Амурской области, Нижне-Амурской области, Сахалинской области, Еврейской Автономной Области, Чукотского и Корякского автономных округов, входивших в состав края, создавались архивные отделы и государственные архивы с непосредственным подчинением Дальневосточному краевому архивному управлению.
3 июля 1938 года Постановлением Верховного Совета СССР Центральное архивное управление было передано в ведение НКВД СССР. 29 сентября 1938 года Центральное архивное управление СССР и РСФСР было переименовано в Главное архивное управление НКВД СССР. Приказом начальника Управления НКВД по Хабаровскому краю комиссара госбезопасности 3-го ранга И. Ф. Никишова 7 июля 1939 года Краевое архивное управление было переименовано в архивный отдел УНКВД по Хабаровскому краю, которому были подчинены архивные отделы областных управлений НКВД. В Хабаровске были созданы три архива — исторический, Октябрьской революции и военный.

### Государственный архив Хабаровского края и Архивный отдел (1941—1991)
29 марта 1941 года в соответствии с Постановлением Совета Министров СССР № 723 «Об утверждении Положения о государственном Архивном фонде Союза ССР и сети государственных архивов СССР» три хабаровских архива были объединены в  Государственный архив Хабаровского края. В конце 1941 года приказом Главного архивного управления НКВД СССР, в связи с началом войны и возможностью нападения Японии на Дальний Восток СССР фонды архива были эвакуирован в Томск.
3 августа 1943 года в Томске на базе эвакуированных фондов был создан Центральный государственный архив РСФСР Дальнего Востока. В 1992 году его фонды были перевезены из Томска во Владивосток, где был создан Российский государственный исторический архив Дальнего Востока.
После окончания войны происходил выход областей из состава Хабаровского края, а с ними становились самостоятельными и областные архивы. В январе 1956 года от края отделилась Камчатская область, а Нижне-Амурская область была упразднена: в составе края осталась только Еврейская автономная область. 21 марта 1956 года приказом МВД РСФСР и приказом начальника УМВД по Хабаровскому краю полковника В. А. Меринова от 17 апреля 1956 года № 104 был ликвидирован архивный отдел УМВД по Нижне-Амурской области, а государственный архив области в Николаевске-на-Амуре был реорганизован в филиал. 25 ноября 1961 года постановлением Совета Министров РСФСР архивные органы были выведены из ведения МВД СССР и Постановлением Хабаровского крайисполкома № 180 от 22 марта 1962 года был создан Архивный отдел Хабаровского крайисполкома. В 1964 году приказом Главного архивного управления при Совете Министров СССР № 96 от 28 августа 1964 года и решением Хабаровского крайисполкома № 134 от 10 декабря 1964 года была утверждена новая структура архивных организаций края.
4 сентября 1969 года решением Хабаровского крайисполкома «О мерах по дальнейшему улучшению архивного дела в крае» Комсомольский-на-Амуре городской архив был преобразован в филиал Государственного архива Хабаровского края в городе Комсомольске-на-Амуре.

### Государственный архив Хабаровского края и Управление по делам архивов Правительства Хабаровского края
События 1980—1990-х годов изменили статус и структуру архивных органов Хабаровского края. 16 мая 1991 года Еврейская Автономная Область вышла из состава Хабаровского края и архивные органы на её территории перестали быть подчинёнными архивному отделу Хабаровского крайисполкома и ГАХК. 31 августа 1991 года решением исполкома Хабаровского краевого Совета народных депутатов № 180 фонды и штат Партийного архива Хабаровского края были переданы Государственному архиву Хабаровского края. 22 октября 1992 года Постановлением главы Администрации Хабаровского края в ГАХК из архива бывшего КГБ были переданы трофейные документы русской эмиграции в Харбине.
9 октября 1995 года Постановлением главы администрации края В. И. Ишаева за № 399 архивный отдел администрации Хабаровского края был преобразован в Управление по делам архивов Администрации Хабаровского края. 23 января 1996 года Постановлением Главы краевой администрации № 41 в соответствии с Федеральным законом «Об основных принципах системы местного самоуправления в Российской Федерации» филиал ГАХК в Комсомольске-на-Амуре был преобразован в Комсомольский-на-Амуре государственный архив. Постановлением губернатора Хабаровского края от 26 декабря 2001 года № 540 краевая администрация была преобразована в Правительство Хабаровского края, а Управление по делам архивов Правительства Хабаровского края в ?.

## Некоторые основные и ценные фонды Государственного архива Хабаровского края
Дореволюционные фонды:
- Фонд И-14. Российский императорский посол в Токио (1858);
- Фонд И-27. Военный губернатор Забайкальской области (1851—1917)[12];
- Фонд И-285. Хабаровское городское самоуправление (1893 −1922))[13];
- Объёдинённый архивный фонд И-16. Жандармское полицейское управление[14];
- Фонд И-286. Органы управления Амурского, Забайкальского и Уссурийского казачьих войск (1851—1922)[15].

Фонды времён Гражданской войны:
- Ф-410. Дальневосточный Совет народных комиссаров (1917—1918)[16];
- Фонд Р-260. Приморская областная и Хабаровская уездная земская управа (1917—1922)[17];
- Фонд З-401. Особый казачий отряд атамана И. П. Калмыкова (1918—1920)[18];
- Фонд Р-1057. Приморская земская дума (1922)[19];
- Фонд Р-415. Штаб партизанских отрядов Приморья (1922)[20];
- Фонд Р-1115. Народное собрание Дальневосточной республики;
- Фонд Р-19. Правительство Дальневосточной республики[21];
- Объединённый архивный фонд-1317. Народно-революционная армия и флот ДВР[22].

Фонды советского периода:
- Фонд Р-58. Дальревком (1922 −1926)[16];
- Фонд П-2. Далькрайком ВКП(б), (1925—1938, 14 510 ед.хранения)[23];
- Фонд П-35. Хабаровский крайком КПСС, (1938—1991, 47 748 ед.хранения)
- Фонд Р-137. Исполнительный комитет Хабаровского краевого совета (1940—1991, 8 894 ед.хранения)[24].

Фонды современности:
- Фонд Р-2061.Администрация Хабаровского края (с 1991)[25];
- Фонд Р-2070. Хабаровская городская дума (с 1994)[26];

## Публикации Государственного архива Хабаровского края
- Дальревком (1922—1926) Сборник документов/Хабаровск, 1957
- Дальсовнарком. 1917—1918 гг. Сборник документов и материалов/ЦГА РСФСР ДВ, ГАХК. Хабаровск, 1969
- Свет мужества: Брошюра. Серия «Документы и судьбы». — Хабаровск: Аура и Ко, 1995. — 32 с., ил.
- Руководители Хабаровского края (1938—1998 гг.) Сборник исторических справок // Управление по делам архивов Администрации Хабаровского края. Государственный архив Хабаровского края. Составители Е. Б. Бакшеева, О. И. Иванова, Н. А. Соловьёва, Издательство «РИОТИП», 1998
- Духовная жизнь Дальнего Востока России: Материалы региональной научно-практической конференции, посвященной 2000-летию Христианства (Хабаровск, 24-26 октября 2000 г.)/ Государственный архив Хабаровского края. — Хабаровск: Издат. дом «Частная коллекция», 2000
- Религия и власть на Дальнем Востоке России" : Сборник документов Государственного архива Хабаровского края. — Хабаровск. Частная коллекция, 2001.
- Бюллетень рассекреченных документов Государственного архива Хабаровского края и Комсомольского-на-Амуре городского архива. Выпуск 1./Хабаровск, 2001
- Первые архивные научные чтения имени В. И. Чернышевой, посвященные 90-летию со дня рождения": Материалы научных чтений. Хабаровск, 23 марта 2001 г./ Государственный архив Хабаровского края. — Хабаровск: ЗАО «Колорит», 2001.
- Печатные издания харбинской россики :Аннотированный библиографический указатель печатных изданий, вывезенных хабаровскими архивистами из Харбина в 1945 году". — Хабаровск: Частная коллекция, 2003.
- Вторые научные архивные чтения имени В. И. Чернышевой, посвященные 80-летию архивной службы Хабаровского края" : Материалы научных чтений. Хабаровск, 25 марта 2003 г. /Государственный архив Хабаровского края. — Хабаровск: ЗАО «Колорит», 2003.
- Православные храмы Хабаровска — свидетели истории". Серия «Документы и судьбы». — Хабаровск: Частная коллекция, 2003
- Бюллетень рассекреченных документов государственного учреждения «Государственный архив Хабаровского края и муниципального архивного учреждения „Комсомольский-на-Амуре городской архив“. Выпуск 2./Хабаровск, 2008
- Хабаровск. Страницы истории»: Сборник документов Государственного архива Хабаровского края, Российского государственного исторического архива Дальнего Востока об истории развития города Хабаровска. — Хабаровск: Частная коллекция, 2008
- Хроника. Хабаровский край. Годы и события. 1938—2008 годы". — Хабаровск: издательский дом «Частная коллекция», 2008
- Третьи архивные научные чтения имени В. И. Чернышевой: Материалы межрегиональн. науч.практ.-конф. «История развития региона в документальных источниках». — Хабаровск: Издательство «РИОТИП», 2008
- Административно-территориальное устройство Хабаровского края. 1938—2009 : справочник : [арх. 5 октября 2012] / Гл. ред. Т. А. Шевчик ; отв. сост. Т. И. Казадаева. — Хабаровск : Изд-во «РИОТИП» краевой типографии, 2009. — 698 с. — 1000 экз. — ISBN 978-5-88570-061-3.
- Из истории взаимоотношений и сотрудничества России и Китая на Дальнем Востоке. 1860—2008 гг.: тематический аннотированный перечень документов Государственного архива хабаровского края. — Хабаровск: издательский дом «Частная коллекция», 2009.
- Строительный комплекс Хабаровского края. Шаги во времени: сборник документов Государственного архива Хабаровского края из истории строительства в Хабаровском крае — Хабаровск: издательский дом «Частная коллекция», 2010
- Из истории народного образования в Хабаровском крае. Путеводитель по выставке архивных документов. — Хабаровск: издательский дом «Частная коллекция». 2010